# Durica (strip)
Durica je lik iz stripa autora Ivice Bednjanca. Prvi put se pojavila u Smibu 1986. godine. 
Durica je nestašna i simpatična sedmogodišnja djevojčica. Ima prijatelje Bibija i Dodu, te je ljubomorna na Lelu u koju je zaljubljen Bibi. Često u stripu svojom rukom, cipelom njene mame i sličnima, udari Bibija, najčešće zato što je ljubomorna na Lelu, npr. jer Lela zna klizati, zna skočiti u more i sl.
Durica ima smeđu, raščupanu kosu, ružičasto-bijelu suknju koja pomalo liči na haljinu i nosi štikle, odnosno, mamine cipele koje su crne boje. Kao što joj govori ime, često se duri, a ponekad čak viče na Bibija.